# Pseudolimnophila (Pseudolimnophila) chikurina
Pseudolimnophila (Pseudolimnophila) chikurina is een tweevleugelige uit de familie steltmuggen (Limoniidae). De soort komt voor in het Oriëntaals gebied.